# Elektronenstuwende groep
Een elektronenstuwende of elektronenduwende groep (kortweg: elektronenstuwer of elektronenduwer) is een substituent, meestal organisch van aard, dat de elektronenwolk rondom een reactiecentrum (het atoom, meestal koolstof, waarop dit substituent is gebonden) zodanig vervormt, dat de elektronen ernaartoe worden geduwd. Dat resulteert in een partieel negatief geladen reactiecentrum en een partieel positief geladen substituent. Elektronenstuwende groepen bezitten steeds een relatief kleine elektronegativiteitswaarde.

## Voorbeelden
Voorbeelden van elektronenstuwende groepen zijn:
- Alkylgroepen (vooral de methylgroep)
- Alkoxygroepen (vooral de methoxygroep)
- Alcoholen
- Aminogroepen
- Silylgroepen

Een fenylgroep heeft een dubbel karakter: het kan als elektronenzuiger of als elektronenstuwer voorkomen, naargelang de situatie.

## Reactiviteit
De aanwezigheid van een elektronenstuwende groep zorgt dus voor een elektronenverschuiving en een daarmee gepaard gaande ladingsverschuiving. Dat maakt het reactiecentrum en de naburige atomen extra reactief. Elektronenstuwende groepen kunnen bepaalde positief geladen reactieve intermediairen (zoals carbokationen) stabiliseren, omdat ze de positieve lading licht compenseren. Zo is een tertiair carbokation (omgeven door 3 methylgroepen) veel stabieler dan een primair carbokation (omgeven door 1 methylgroep en 2 waterstofatomen). Dit effect is toe te schrijven van hyperconjugatie.